# Adam Friedrich von Seinsheim
Adam Friedrich August Anton Joseph Maria von Seinsheim (né le 16 février 1708 à Ratisbonne ou Sünching, mort le 18 février 1779 à Wurtzbourg) est un prince-évêque de Wurtzbourg et Bamberg.

## Biographie

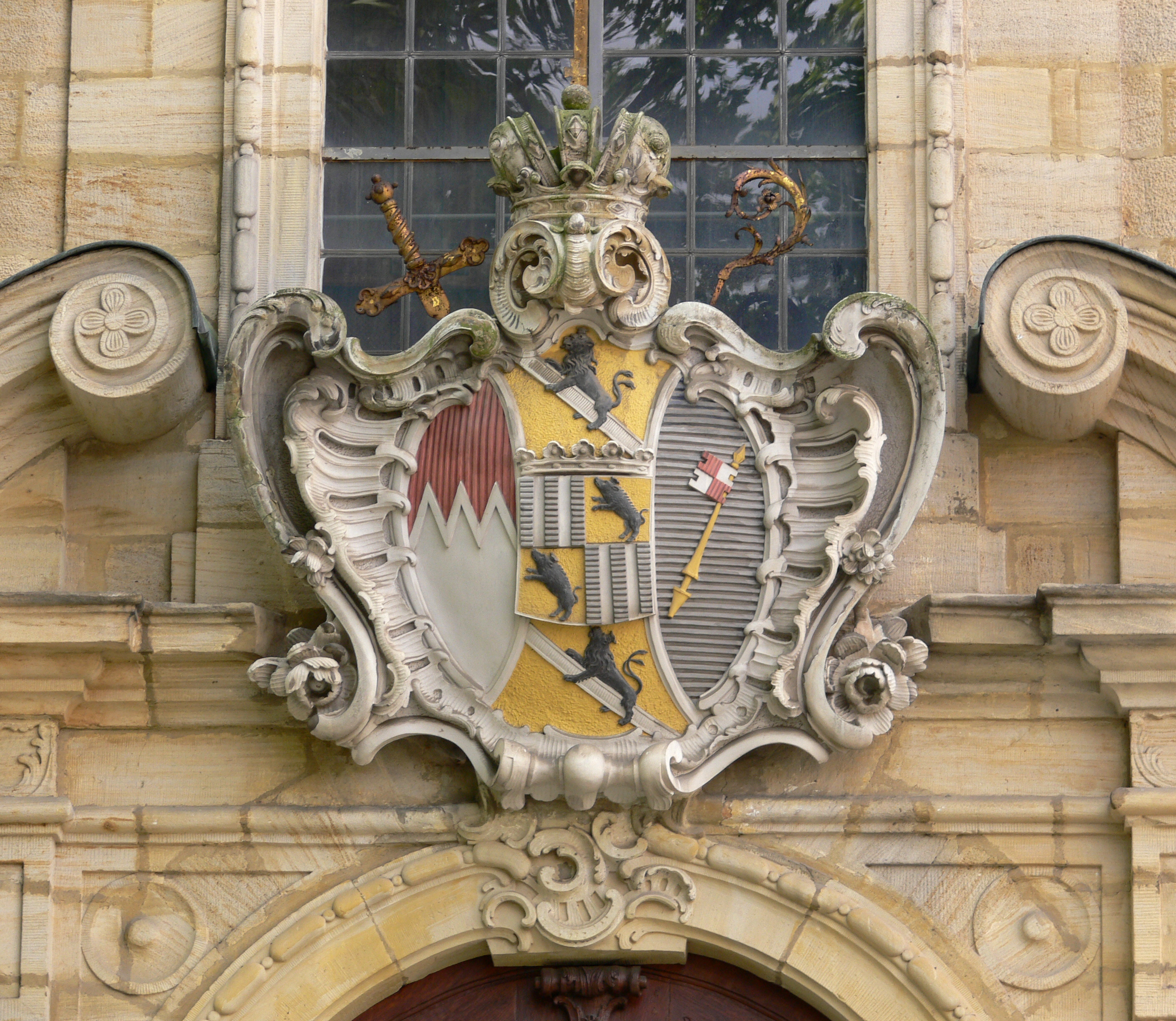
Armes d'Adam Friedrich von Seinsheim, à l'église Saint-Jacques de Bamberg

Adam Friedrich von Seinsheim est le fils de Maximilian Franz von Seinsheim et d'Anna Philippina de Schönborn. Il est ainsi le neveu de François-Georges de Schönborn et est lié avec Frédéric-Charles de Schönborn-Buchheim, Damien de Schönborn-Buchheim et Johann Philipp Franz de Schönborn. 
Von Seinsheim étudie d'abord la philosophie en 1724 à Salzbourg, la théologie de 1725 à 1727 au Collegium Germanicum de Rome, le droit à Wurtzbourg et Leyde. Son oncle Frédéric-Charles lui confie déjà des missions diplomatiques. Après la mort de cet oncle et la nomination de Anselm Franz von Ingelheim, Von Seinsheim est représentant diplomatique en 1745, président de la Chambre de la Cour en 1748 ainsi que du conseil militaire.
Von Seinsheim commence sa carrière de clerc avec la nomination dans le chapitre de religieux  de Wurtzbourg et Bamberg en 1718. En 1747, il devient prévôt à la collégiale Saint-Gangolf de Bamberg. En 1755, il est élu à l'unanimité comme évêque de Wurtzbourg. En raison de la vacance à l'évêché de Bamberg, celui-ci est fusionné avec celui de Wurtzbourg par décision impériale. En politique étrangère, il appuie la maison impériale et noue durant la guerre de Sept Ans une alliance avec l'Autriche, qui provoquera l'invasion des troupes prussiennes dans les deux évêchés. Il ne peut remédier aux besoins financiers des États pontificaux malgré la mise en place d'une loterie et d'un nouveau système fiscal.

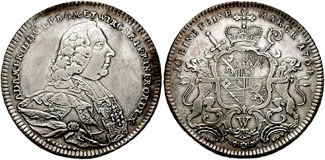
Konventionstaler à l'effigie d'Adam Friedrich von Seinsheim

Von Seinsheim est un fervent catholique et un homme intègre qui s'intéresse au début de la franc-maçonnerie. Il regarde avec attention la compétitivité économique des territoires voisins protestants de Cobourg et Bayreuth afin d'endiguer leur influence religieuse, et, en réduisant le nombre de jours de congé en 1770, suscite de fortes critiques contre lui. Il crée le pèlerinage à Vierzehnheiligen. Il encourage la construction d'infrastructures pour le transport maritime sur le Main (comme l'ancienne grue de Wurtzbourg, construite entre 1767 et 1773) et l'ensemble de l'économie par la création de manufactures et la relance des mines, et il a même créé une assurance incendie. 
Il développe aussi l'éducation. En 1762, il réforme le système et décide l'instruction obligatoire. En 1771, il crée un séminaire et uniformise l'instruction en ville et en campagne. En 1773, il crée l'Academica Ottonia à l'université de Bamberg - exprimant son attitude éclairée comme premier représentant du duché de Franconie. Dans le domaine de la musique, il initie et promeut l'opéra si bien que Wurtzbourg jouira d'une grande réputation lors de la dernière décennie de son règne. Mais après la mort de Von Seinsheim, le théâtre est abandonné, les travaux repoussés.
En tant que constructeur, Adam Friedrich von Seinsheim s'applique à la finition et à la rénovation de la Résidence de Würzburg avec son architecte de cour Franz Ignaz Michael Neumann.
L'intérêt de l'évêque à ses paroissiens, sa lutte contre l'analphabétisme et d'autres mauvais traitements ont valu à Adam Friedrich von Seinsheim le titre de « père de la nation ».  Il meurt après une longue pneumonie à Wurtzbourg où il est enterré. Dans la cathédrale de Bamberg une épitaphe est érigée ; elle se trouve depuis 1838 dans l'église Saint-Michel.